# Holy Dio: Tribute to Ronnie James Dio
A Holy Dio: A Tribute to Ronnie James Dio egy válogatásalbum, amely a Ronnie James Dio által énekelt dalok feldolgozásait tartalmazza. A lemezen főleg power metal zenekarok szerepelnek.

## Az album dalai
1. Neon Knights - Steel Prophet
2. Man on the Silver Mountain - HammerFall
3. The Last in Line - Destiny's End
4. Sign of the Southern Cross - Fates Warning
5. Long Live Rock 'N' Roll - Gamma Ray
6. Egypt (The Chains Are On) - Doro
7. Children of the Sea - Jag Panzer
8. Don't Talk to Strangers - Blind Guardian
9. Still I'm Sad - Axel Rudi Pell
10. Kill the King - Primal Fear
11. Shame on the Night - Solitude Aeturnus
12. Heaven and Hell - Enola Gay
13. The Temple of the King - Angel Dust
14. Rainbow Eyes - Catch the Rainbow

## Két CD-s változat

### CD1
1. Don't Talk to Strangers - Blind Guardian
2. Kill the King - Primal Fear
3. Egypt (The Chains Are On) - Doro
4. Children of the Sea - Jag Panzer
5. Sign of the Southern Cross - Fates Warning
6. Rainbow Eyes - Catch the Rainbow
7. Long Live Rock 'N' Roll - Gamma Ray
8. Country Girl - Dan Swanö/Peter Tägtgren
9. Gates of Babylon - Yngwie Malmsteen

### CD2
1. We Rock - Grave Digger
2. Man on the Silver Mountain - HammerFall
3. Holy Diver - Holy Mother
4. Kill the King - Stratovarius
5. Still I'm Sad - Axel Rudi Pell
6. Heaven and Hell - Enola Gay
7. Neon Knights - Steel Prophet
8. Shame on the Night - Solitude Aeturnus
9. The Last in Line - Destiny's End
10. The Temple of the King - Angel Dust